# 長遠房屋策略督導委員會
長遠房屋策略督導委員會（英語：Long Term Housing Strategy Steering Committee）簡稱長策會，於2012年成立，現已解散，為當年香港特別行政區政府一個負責檢討香港房屋長遠發展及相關政策，同時進行相關監督及引導事務的委員會，主席為運輸及房屋局局長。

## 組織
長遠房屋策略督導委員會會員包括18名人員：
- 運輸及房屋局局長陳帆為主席，
- 前任或者現任成員
  - 例如林筱魯、劉炳章和張震遠
- 香港房屋協會高層人員
  - 例如主席陳家樂
- 房屋委員會前任或者現任委員
  - 例如蔡涯棉、李華明、溫文儀、蘇偉文、王坤、黃浩明及黃遠輝
- 專業人士、學者
  - 例如香港中文大學名譽副教授馮可立
  - 香港理工大學建築及房地產學系教授許智文
  - 經濟學者關焯照
- 香港政黨代表
  - 例如民主建港協進聯盟副主席張國鈞

## 歷史
2012年，香港特區政府即將重新啟動凍結了14年的長遠房屋策略檢討，長遠房屋策略督導委員會成立。同年9月5日，長遠房屋策略督導委員會舉行了初步會議。同年9月13日，香港政府公布了長遠房屋策略督導委員會會員名單。運輸及房屋局發言人表示，行政長官梁振英在上任前的《梁振英政綱》中表明，是會制訂長遠房屋策略，故此香港政府已經成立兩級職級的組織架構，包括由運輸及房屋局局長主持的一個涵蓋不同界別人士的督導委員會（即長遠房屋策略督導委員會），總覽香港長遠策略的各個環節及措施，並且提供意見。長遠房屋策略督導委員會下則成立跨部門小組，成員包括了決策局及其他一切相關的香港政府部門。長遠房屋策略督導委員會將會檢視香港社會不斷轉變的房屋需要和緩急次序，並且建議措施予以應對。同年10月15日，長遠房屋策略督導委員會將會召開首次會議。香港政府在會議上同意修改委員會的職業權力範圍，在研究房屋需求外，亦增加了供應字詞，同時又同意向委員會提供香港土地供應的資料。主席張炳良於會議後表示，會議討論到委員會的職業權力範圍和未來方向，及檢視了房屋資料的分析。長遠房屋政策以10年為目標，未來將會召開8次會議，期間將會需要不時檢討，令到各項指標更為切合實際情況。
2012年11月17日早上，長遠房屋策略督導委員會召開閉門簡報會議，議題針對房屋土地供應問題及進展等。
2013年1月5日，長遠房屋策略督導委員會舉行簡介會，介紹對上一次、即15年前制定的房屋需求評估模式，以及介紹香港經濟和香港人口的狀況及未來增長推算；由香港政府經濟顧問陳李藹倫、規劃署署長凌嘉勤、統計處處長歐陽方麗麗及房屋署官員。
2013年1月10日，長遠房屋策略督導委員會召開第3次會議，委員分組討論香港公屋輪候冊數字，以及不同群組需要，例如單身及長者等，及討論輪候優先次序，以及討論如何加快流轉。以分組方式，討論公屋政策問題，包括現行政策、非長者單身人士的配額計分制等。另一小組則討論特定群組，包括長者、35歲以上單身人士、環境惡劣居所居住者、年青人及首次置業人士住屋需求和受助的紓緩次序。有委員不認為需要以年齡界定資助置業，故此無傾向優先協助25至39歲群組家庭置業；部分委員表現關注有年青人藉著父母代為支付首期及供款置業，而非屬於最需要資助的類別。亦有委員繼續對長遠恢復推出資助置業貸款有所保留，恐怕會刺激到樓價飈升。此外，委員會亦討論了屬於環境惡劣居所的劏房。運輸及房屋局局長張炳良於會議後表示，香港政府將會委託機構研究劏房狀況，包括推算數目及涉及人士等，從而提供穩定及可靠的基礎以幫助作出長遠房屋策略督導委員會結論。
2013年2月2日早上，長遠房屋策略督導委員會舉行第三次全體會議，討論不同組群對於公共房屋的需求及優先次序，包含討論如何幫助30歲以上的非長者盡快獲得配額，包括考慮調較配額計分制及公屋富戶政策等；亦討論了配額及計分制、富戶政策、公共屋邨寬敞戶政策、紓緩擠迫戶的住屋安排、重建高樓齡公共屋邨及打擊濫用公屋的措施等。有委員提出為申請居屋等資助房屋設訂入息下限，亦有委員提出在處理非長者單身人士的公屋申請時，優先處理年紀比較大或者居住環境惡劣的人士的個案。
2013年2月21日，長遠房屋策略督導委員會舉行會議，討論不同群組的住屋需求及討論如何推算將來的房屋需求，當中將會考慮到住戶數目的淨增長、受到重建影響的住戶及居住環境欠佳的住戶重置問題等因素。
2013年3月28日下午，長遠房屋策略督導委員會舉行會議，討論新的公共房屋非長者單身人士配額及計分制。
2013年5月9日，長遠房屋策略督導委員會舉行會議，委員會委託了香港理工大學進行焦點研究報告，對象為公共房屋及私人樓宇的住戶，以聽取不同群體及持分者對於房屋問題的優次意見，將會於同月底提交。
2013年6月20日，長遠房屋策略督導委員會舉行會議，預測未來10年房屋需求總供應目標為447,000，未來亦會針對此項數字進行政策基礎。在會議上，亦討論了公私營機構在針對未來房屋供應上的不同角色。6月22日，長遠房屋策略督導委員會就上述的議題舉行詳細會議，進入諮詢文件議定過程，期望於同年9月月初進行為期3個月的公眾諮詢。
2013年8月7日，長遠房屋策略督導委員會舉行最後一次會議，逾6小時，運輸及房屋局局長張炳良於會議後表示，委員同意初步擬定未來10年的建屋量目標可以再為向上微調，以滿足現時香港社會上龐大的住屋需求。此外，諮詢文件亦提出多照顧非長者單身人士的住屋需要，包括在公共屋邨覓地頡建「插針樓」的爭議性建議，及引入發牌制度規管劏房，要求業主登記，以保障住戶安全及確保符合消防要求及衛生質素。
2013年9月3日，長遠房屋策略督導委員會公布工作報告（標題「凝聚共識，建設家園」，達65頁，分10個章節、11個建議及22道提問）及諮詢文件；身兼運輸及房屋局局長的長遠房屋策略督導委員會主席張炳良隨即宣布展開為期3個月的公眾諮詢至12月2日，於2014年1至2月向香港政府提交報告。工作部份重點如下：
- 建議未來十年（即2013年至2014年度至2022年至2023年度）的總房屋供應目標應該介乎440,000至500,000萬個單位之間，供應目標為470,000萬個單位，並且每年更新；
- 未來十年公營及私營房屋比例為6比4，比例因應環境轉變而作出靈活的調整。
- 在香港政府承諾的每年興建5,000個新居屋單位的目標之上，興建更多居屋單位。
- 公共房屋配額應該繼續優先照顧低收入家庭及長者，透過改善配額及計分制度，逐步縮短35歲以上的非長者單人申請者的輪候時間至平均3年。
- 研究在現有公共屋邨內，例如地積比率相對低，又具備足夠設施的現有公共屋邨，興建單身人士公屋大廈。
- 加強執法，杜絕非法及違反樓宇結構及防火安全的分間樓宇單位，包括劏房及板間房等；研究以發牌或者業主登記制度規管該類單位的安全及衞生情況，探討在短期空置的政府土地上興建過渡性房屋。
- 善用私營機構力量及推行公私營合作計劃，增建適切而又可以負擔的房屋。
- 建議市區重建局未來增加興建中小型單位的比例，加強為中低收入人士提供適合房屋的角色。
- 檢視土地規劃和行政的各項程序和審批要求，以求盡快釋放土地資源。
- 加快公營房屋建屋興建流程，由7年縮短至5年，長遠將香港市區非住宅設施遷移，以釋放更多市區土地[53][54]。

2014年1月11日，長遠房屋策略督導委員會舉行最後一次會議，歷時5小時，預計於同年2月月中向香港政府呈交諮詢報告。
最終香港政府在2014年12月公布《長遠房屋策略》，確立三個主要策略—
(a)興建更多公屋單位，並確保合理運用現有資源；
(b)提供更多資助出售單位，進一步豐富資助自置居所的形式，促進現有單位的市場流轉；以及
(c)透過持續供應土地及適當的需求管理措施，穩定住宅物業市場，並在私人住宅物業銷售和租務上推動良好做法。

## 相關參見
- 運輸及房屋局
- 房屋委員會
- 房屋署